# Aríbalo

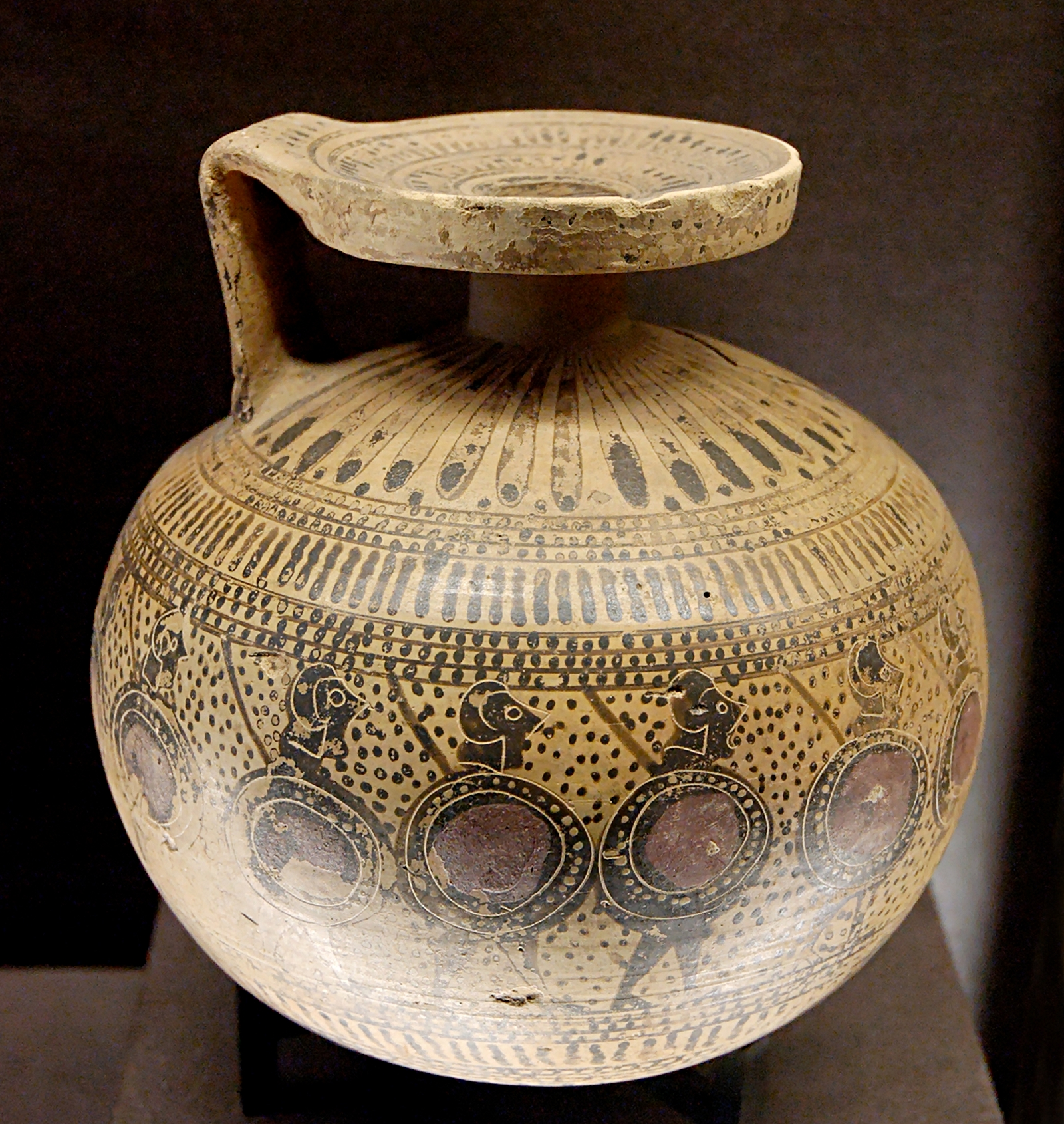
Aríbalo globular coríntio exibindo hoplitas.

Aríbalo (do grego ἀρυβάλλος, "aryballos") é o vaso grego de corpo globular, alça pequena e gargalo estreito, pelo que é comparado a uma bolsa fechada. Figura entre os utensílios do banho, pois servia para conservar óleos essenciais destinados aos cuidados do corpo. Por este motivo ele era muito utilizado pelos atletas.
O formato dos primeiros aríbalos era derivado da enócoa do período geométrico (séc. IX a.C.) que evoluiu gradualmente até assumir uma aparência larga e ovalar no início do protocoríntio (séc. VIII a.C.). Ao analisar os vasos dos século VIII a.C. ao VII a.C. é possível acompanhar a evolução dos diferentes modelos de aríbalos indo do oval ao pontiagudo até o esférico.